# Jules Hofman
Ne doit pas être confondu avec Jules Hoffmann.
Jules Hofman né à Oosterhout (Brabant-Septentrional) le 16 décembre 1859 et mort à Anvers le 13 mai 1919 est un architecte belgo-néerlandais actif principalement à Anvers.

## Biographie

### Jeunesse

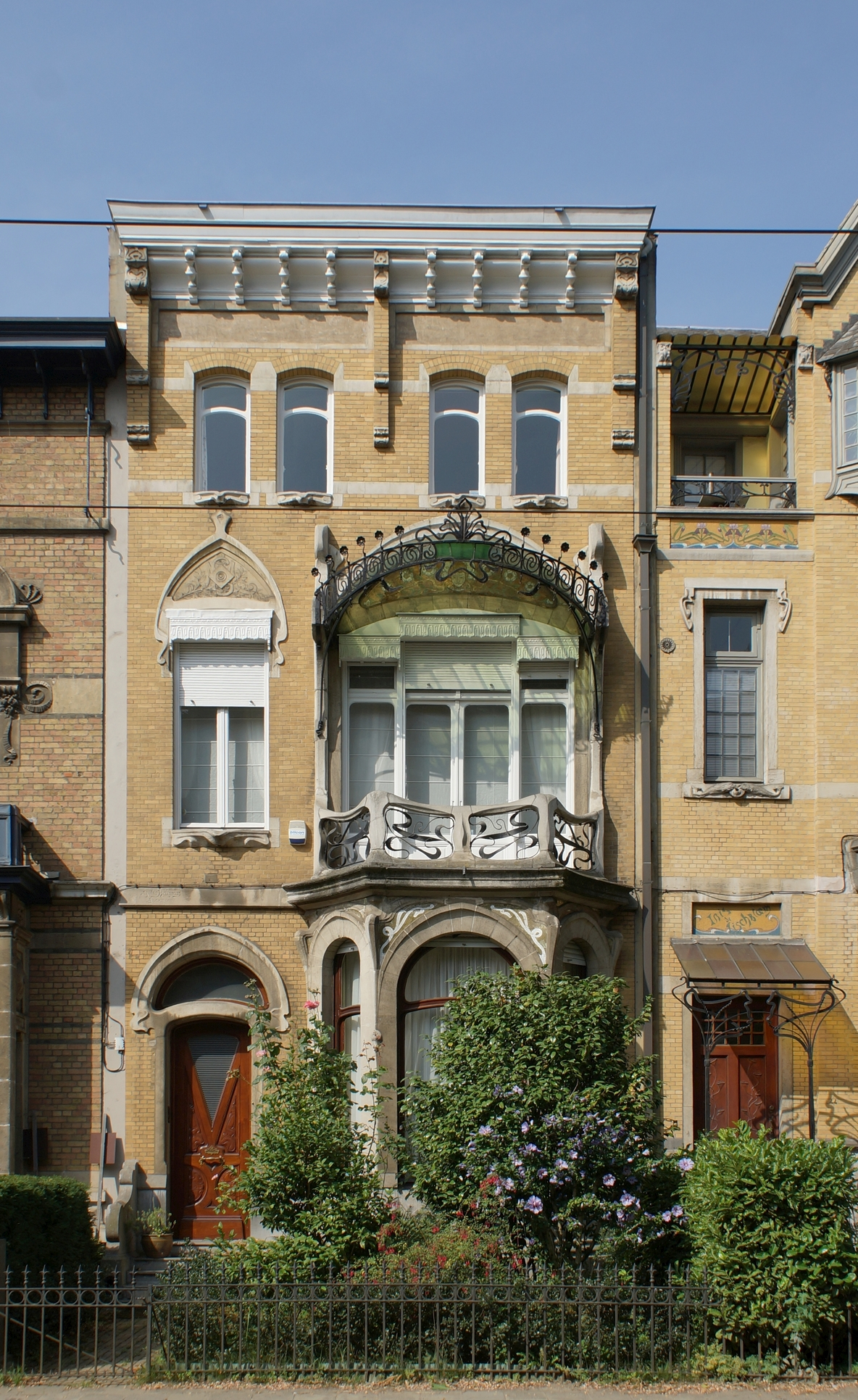
Maison "De Roos",
46 Cogels-Osylei, Anvers.

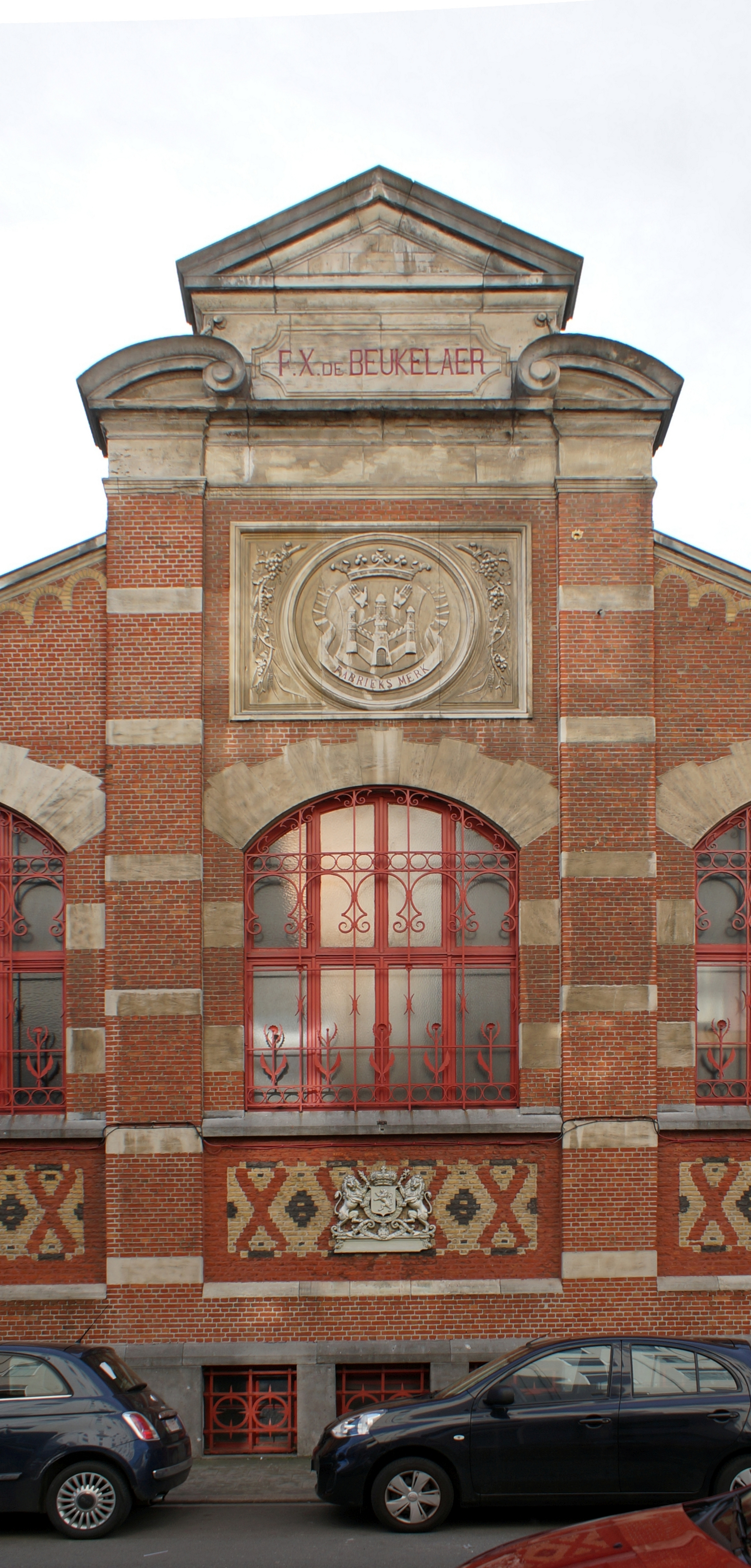
132 Haantjeslei, Anvers.
Façade de l'usine F.X. De Beukelaer (détail).

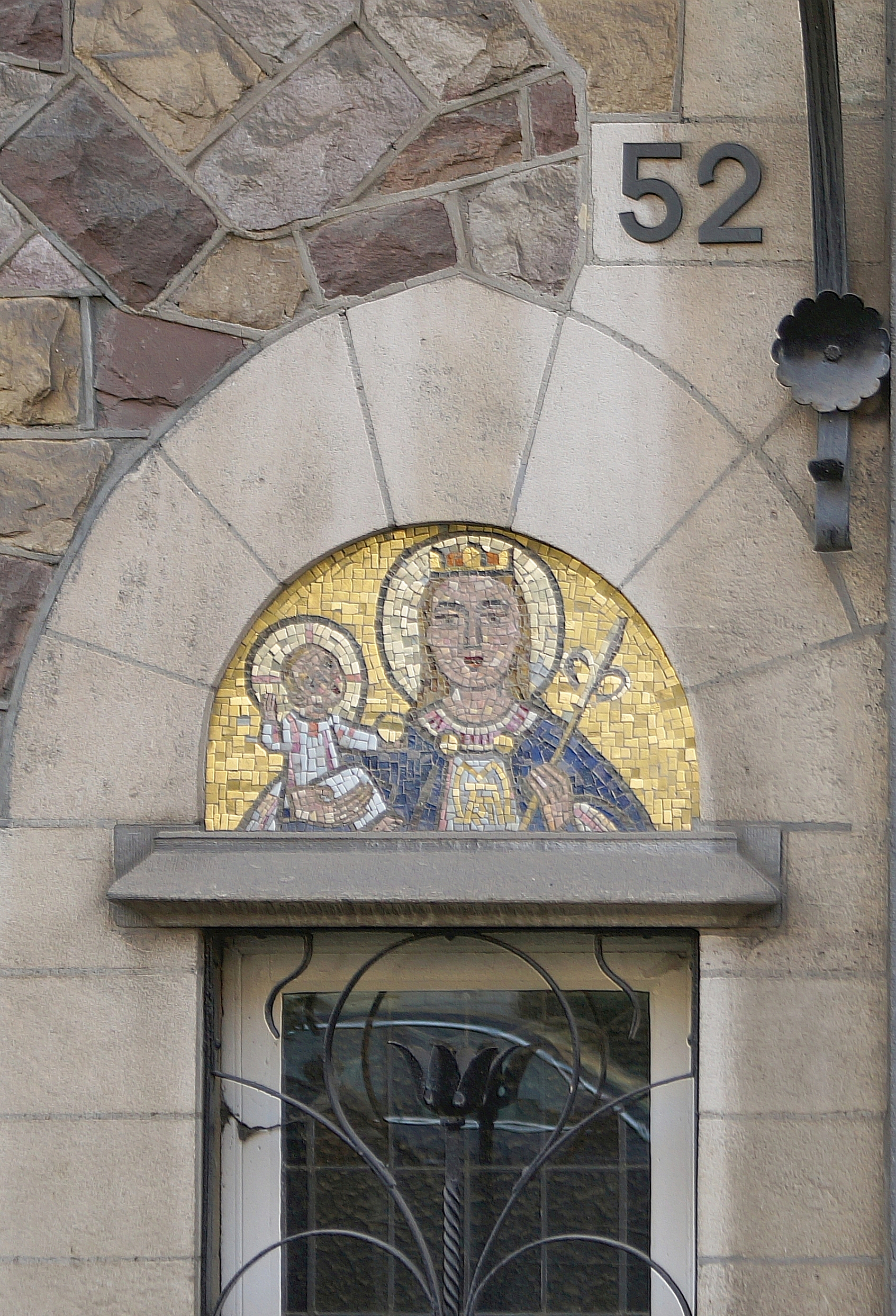
Maison "De Tulp". Détail de la façade.

Jules Hofman est l'aîné des huit enfants de Julianus Petrus Hofman (1828-1910, médecin à Bréda) et de Maria Isabella Theodora Lagerweij (1834-1907).

### Instruction
Hofman étudie l'architecture à l'Académie royale des beaux-arts d'Anvers à l'âge de 20 ans. Il fut l'élève de Joseph Schadde et de Pieter Dens (1819-1901). Dans sa dernière année d’étude (1884), Hofman était le premier de la classe. Grâce à sa diligence, il a obtenu le Prix d'excellence. Il a reçu une médaille d’or qui n’a pas été décernée auparavant.

### Mariage
Le mardi 29 avril 1890, Jules Hofman épousa Maria Joanna Carolina Cappellen (née à Anvers, le 22 novembre 1866, décédée après 1919). Il a engendré au moins un fils.

### Carrière
Au départ, Hofman était impliqué dans la rénovation de maisons existantes, situées dans la Kasteelpleinstraat (Anvers) (rue où il avait habité pendant ses études). Bientôt, il est impliqué dans l'atelier de l’architecte Frans Van Dijk, qui a construit le musée royal des Beaux-Arts d'Anvers de 1884 à 1890, en collaboration avec l'architecte Jean-Jacques Winders.

En 1892, Hofman a rejoint la Naamloze Maatschappij voor het bouwen van Burgerhuizen (Société anonyme pour la construction de maisons civiques). Avec cette société anversoise, qui contribue de manière significative au développement du quartier pittoresque de Zurenborg, il construit entre autres ses premières maisons de style Art nouveau ou néo-classique. Il était un collègue de Jos Bascourt et Ernest Dieltiens. Il est membre du cercle anversoi De Scalden.
En 1893, à l'exposition universelle de Chicago, Hofman présenta un pavillon qui reproduisait fidèlement la mairie de Franeker. La même année, il construisit sa propre maison dans la Lange Van Ruusbroeckstraat 59. Au fil du temps, cette maison fut renumérotée: 69 au lieu de 59.
Un an plus tard, en 1894, Hofman construisit des pavillons lors de l'Exposition universelle d'Anvers, notamment pour François-Xavier de Beukelaer. Cet industriel lui ordonna par la suite de construire une usine Élixir d'Anvers, de style néo-renaissance flamande, au coin de rue Haantjeslei - Van Trierstraat.

Jules Hofman était à Anvers un pionnier de l’Art nouveau qui y jouissait d’une popularité de 1898 à 1910. Un an avant la fin de cette période, Hofman a débuté en tant qu'architecte en chef chez la société de construction Vooruitzicht, ce qui a entraîné un épisode de très haute productivité.

Le développement et l’achèvement de la grande synagogue Hadass Machsike (Ooststraat, Anvers) ont constitué une réalisation remarquable de 1913 à 1914.

### Disparition et décès
En 1914, les activités de Hofman prennent fin car les commandes se réduisent et disparaissent en raison de la Première Guerre mondiale. Sans emploi, il est rentré aux Pays-Bas pendant la guerre. Après la fin des opérations militaires à l'automne 1918, il rentre à Anvers, mais il ne travaille plus pour son ancien employeur. Peu de temps après, le mardi 13 mai 1919, il mourut à l’âge de 59 ans, dans la ville qui avait profité son talent presque toute sa vie.
L'inhumation a eu lieu au cimetière Sint-Fredegandus au Lakborslei à Deurne (Anvers). Il repose dans une tombe où ses beaux-parents avaient déjà été enterrés (parcelle R-8A),.

## Principales réalisations
- Distillerie De Beukelaer, Haantjeslei 132 à Anvers, 1894 (néo-renaissance flamand)
- Ensemble De Twaalf Duivelkens, Transvaalstraat 59-61 à Anvers, 1894 (style cottage)
- Maison De Roos (1), Cogels-Osylei 46 à Anvers, 1898 (Art nouveau)
- Maison De Roos (2), Transvaalstraat 62 à Anvers, 1899 (Art nouveau)
- Maison Zonnebloem, Cogels-Osylei 50 à Anvers, 1900 (Art nouveau)
- Maison De Tulp, Cogels-Osylei 52 à Anvers, 1900 (éclectisme)
- Maison De Margriet, Waterloostraat 2 à Anvers, 1900 (Art nouveau)
- Maison De Violier, à Anvers, Waterloostraat 37, 1904 (Art nouveau)
- Maison Maria, Marialei 20 à Anvers, 1912 (Art nouveau)
- Grande synagogue Machsiké Hadass, Oostenstraat 42-44, 43 à Anvers, 1913-1914 (éclectisme)

Source : Site des Monuments historiques de la Région flamande

## Illustrations

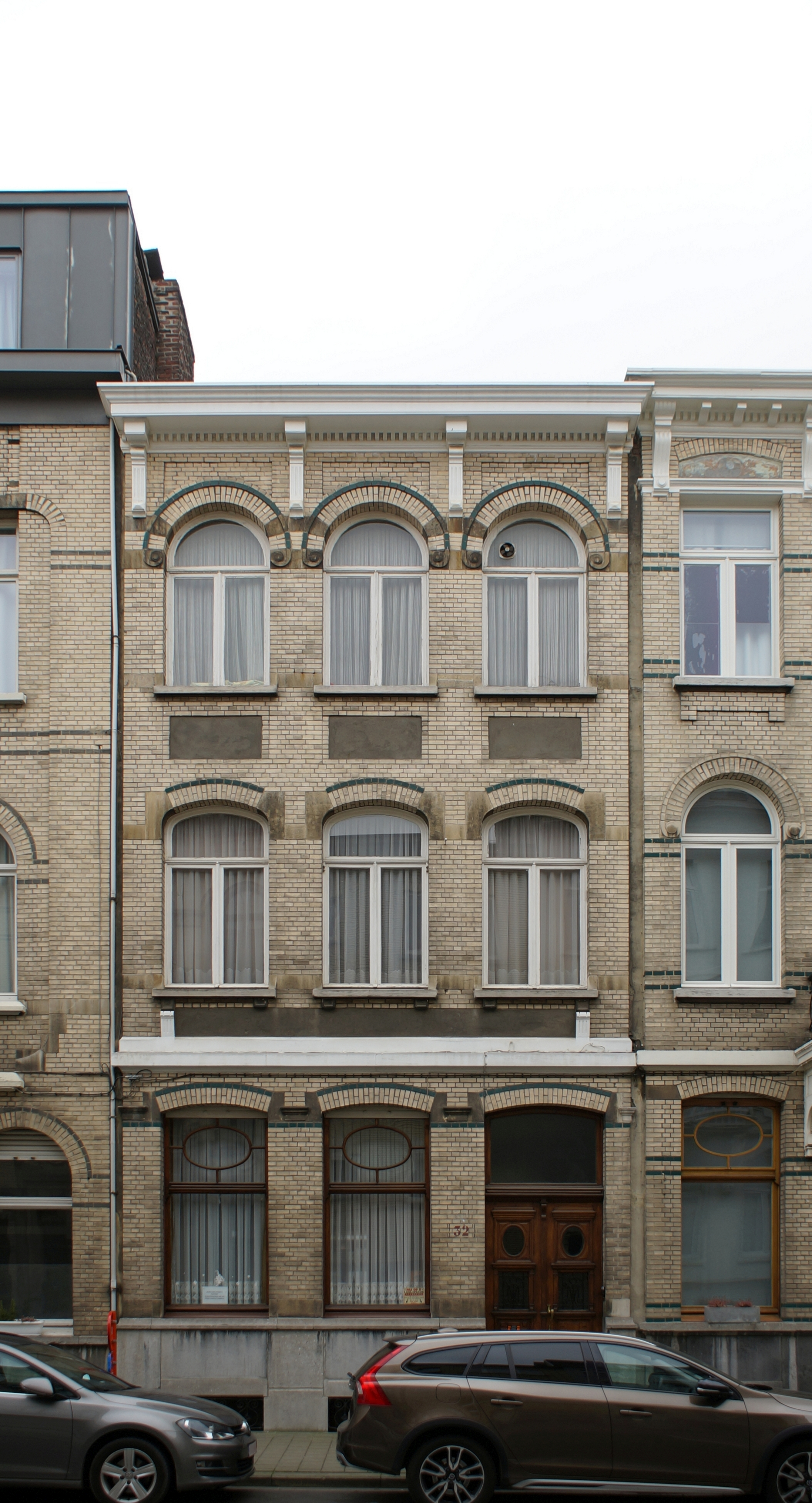
32 Lemméstraat, Anvers.
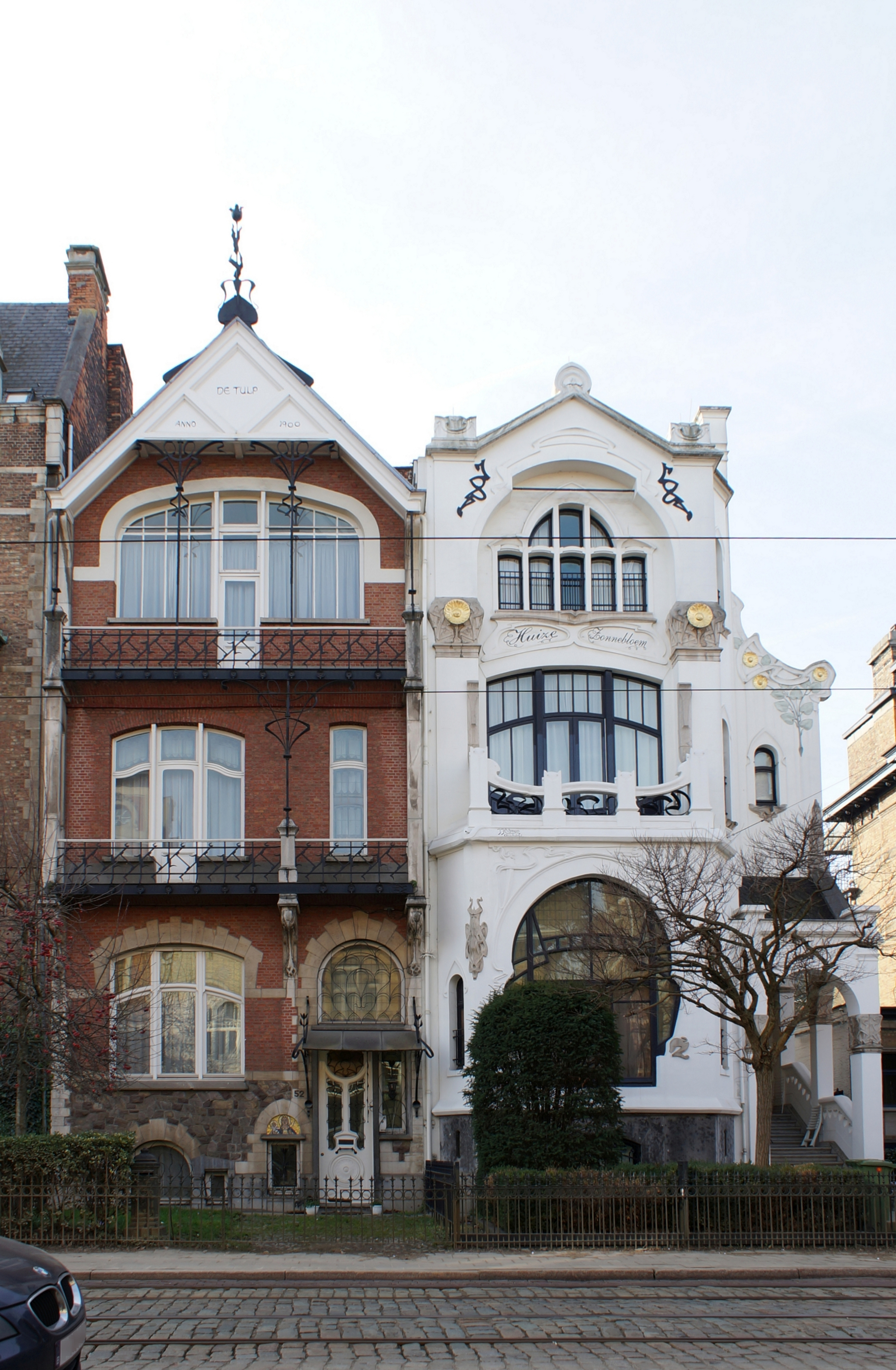
Maisons : À gauche : "De Tulp". À droite : "De Zonnebloem".
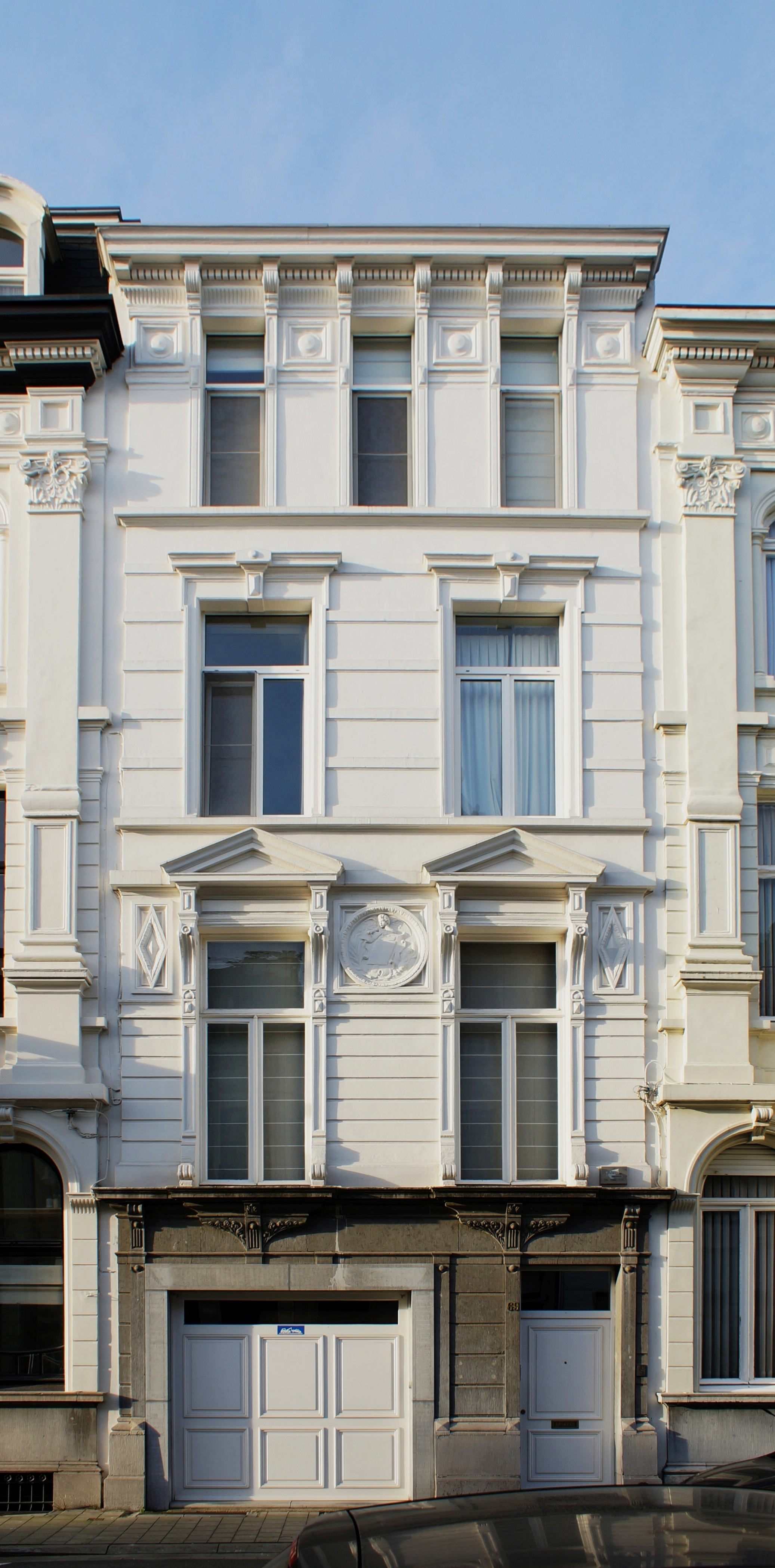
69 Lange Van Ruusbroecstraat, Anvers. Maison personnelle de Jules Hofman.
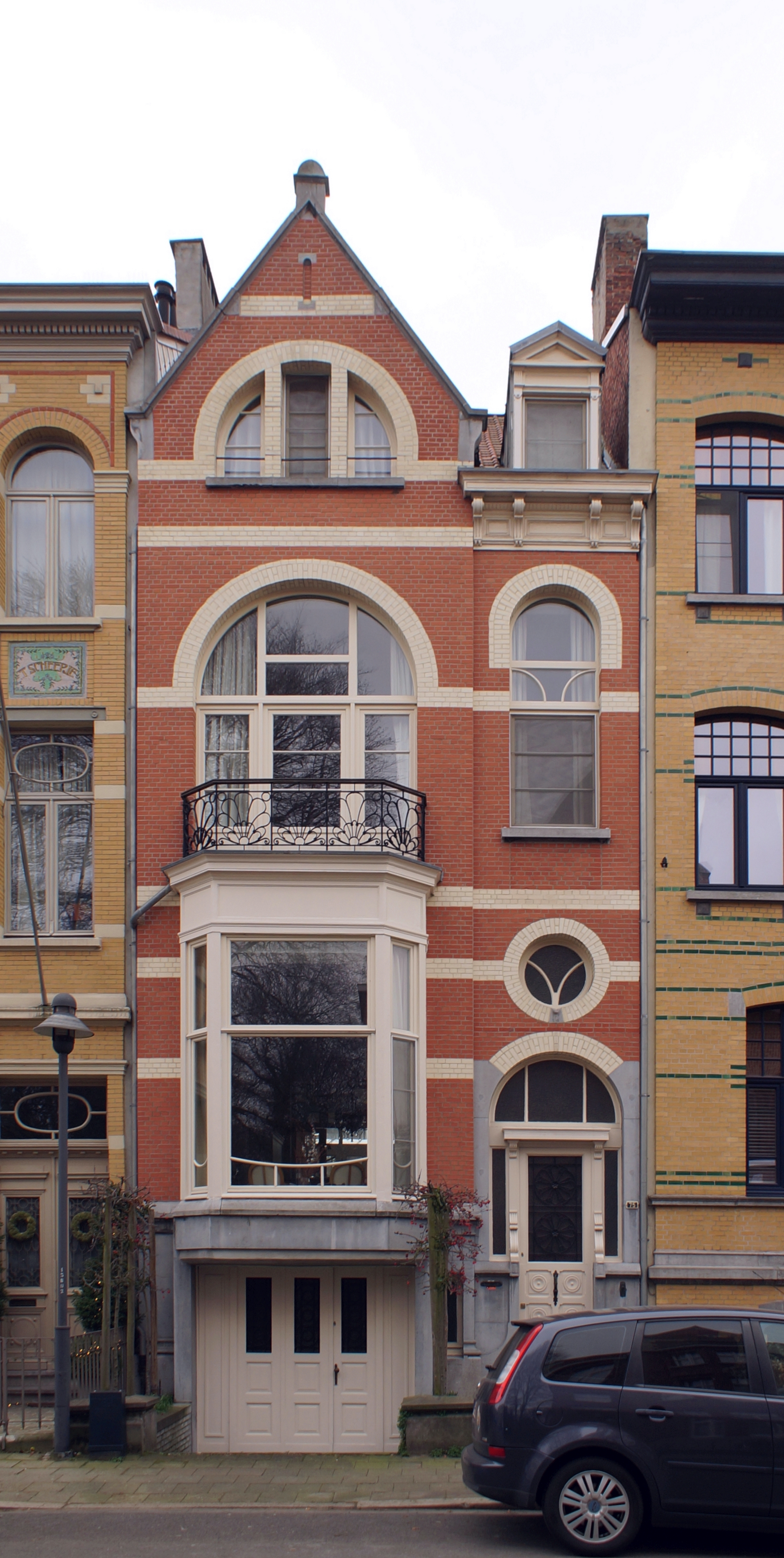
75 Arthur Goemaerelei, Anvers.

## Sources
- (nl) Cet article est partiellement ou en totalité issu de l’article de Wikipédia en néerlandais intitulé « Jules Hofman » (voir la liste des auteurs).

1. ↑  Source: (nl) ODIS - Online Database voor Intermediaire Structuren
2. 1 2 3 4 5 6 7 8 9 10  Source: (nl) KATRIJN COOLS: Jules Hofman (1859-1919). Architect voor een ondernemende burgerij. - Verhandeling voor licentiaat, vakgroep Kunst-, Muziek- en Theaterwetenschappen, Faculteit Letteren en Wijsbegeerte.
3. 1 2  Source: (nl) Historische kranten - Archief Eemland - Nieuwe Amersfoortsche Courant - 22 juli 1893 - pagina 2.
4. 1 2 3  Source: (nl) Site des Monuments historiques de la Région flamande, avec notices individuelles, souvent détaillées, sur chacun des ouvrages de Jules Hofman
5. ↑  Source: (nl) Inventaris van het Funerair Erfgoed - Schoonselhof
6. ↑  Source: (nl) Gazet van Zurenborg